# Альт-Теллин
Альт-Теллин (нем. Alt Tellin) — община в Германии, в земле Мекленбург-Передняя Померания.
Входит в состав района Деммин. Подчиняется управлению Ярмен-Тутов.  Население составляет 447 человек (на 31 декабря 2010 года). Занимает площадь 24,32 км².
Коммуна подразделяется на 7 сельских округов.